# 森下由輝
森下 由輝（もりした よしてる、1971年5月26日 - ）は、旭化成陸上部に所属していた陸上競技選手。専門は長距離走・マラソン。熊本県阿蘇郡蘇陽町（現・上益城郡山都町）出身。九州学院高等学校卒。
2001年にエドモントンで開催された世界陸上競技選手権大会にマラソン日本代表として出場し8位入賞を果たした。

## 略歴
1995年に開催された第33回延岡西日本マラソンでマラソンデビュー。初マラソンながら2時間14分44秒という記録で当時の大会新記録を塗り替え優勝を果たした。
2001年に開催された第56回びわ湖毎日マラソンを当時日本歴代7位となる2時間7分59秒の記録で完走。その結果から、同年に開催された世界陸上にマラソン日本代表として出場し2時間17分05秒の記録で8位入賞を果たした。
2006年に現役を引退。その後も旭化成に残りコーチを務め、2015年に退任した。

## ベスト記録
- 10000m ：28分28秒27
- マラソン：2時間7分59秒[5]